# František Patera (odbojář)
František Patera (5. října 1874 Hudlice – 23. října 1942 Koncentrační tábor Sachsenhausen) byl český komunistický odbojář v období druhé světové války a oběť nacismu.

## Život

### Před druhou světovou válkou
František Patera se narodil 5. října 1874 v Hudlicích na Berounsku v rodině nádeníka Josefa Patery a Marie, rozené Kočí. V roce 1907 žil v Motyčíně a v té době se oženil s Vincencií Krčmářovou, se kterou se následně odstěhoval do Kačice. V roce 1910 se manželům narodila dcera Jarmila, v roce 1914 pak syn Miroslav. V roce 1921 a tedy v roce jejího vzniku vstoupil do Komunistické strany Československa. V roce 1926 se přestěhoval do Hostivice, kde začal pracovat jako skladník v obchodě družstva Včela. Byl veřejně a politicky aktivní a v roce 1928 byl zvolen do zastupitelstva města Hostivice za Komunistickou stranu. Po následujících volbách v roce 1932 zaujal místo I. náměstka starosty, záhy jej ale byl nucen uvolnit, protože se odstěhoval k dceři do Litovic. V roce 1933 začal žít se ženou a v nově postaveném domě v Unhošti.

### Druhá světová válka
Po německé okupaci v březnu 1939 vstoupil František Patera do komunistického protinacistického odboje. Jeho dům v Unhošti sloužil jako místo ilegálních schůzí kladenské organizace Komunistické strany, společně s manželkou a synem se rovněž podílel na distribuci ilegálních tiskovin. Za svou činnost byl 2. února 1942 v Litovicích zatčen. Vězněn byl v koncentračním táboře Sachsenhausen, kde 23. října 1942 zemřel. O několik dní dříve než František Patera byla zatčena jeho manželka a syn. Vincencie Paterová byla vězněna v koncentračním táboře Ravensbrück, válku s podlomeným zdravím přežila.